# Stanton Hills
Die Stanton Hills sind eine lose Gruppe aus bis zu 1300 m hoher Nunatakkern im westantarktischen Ellsworthland. In den Behrendt Mountains  verteilen sich diese 13 km westlich des Mount Neuner über eine Länge von mehr als 19 km.
Der United States Geological Survey (USGS) kartierte sie anhand eigener Vermessungen und Luftaufnahmen der United States Navy aus den Jahren von 1961 bis 1967. Das Advisory Committee on Antarctic Names benannte sie nach Lieutenant Commander Ronald A. Stanton, Pilot einer LC-130 Hercules zur logistischen Unterstützung eines Geologenteams des USGS, das hier 1985 tätig war.